# Pitbull (film 2005)
Pitbull (nazwa stylizowana PitBull) – polski film sensacyjny z 2005 roku w reżyserii Patryka Vegi, pierwszy kinowy film z serii Pitbull. Na jego podstawie powstał serial telewizyjny (2005–2008).

## Fabuła
Policjanci z warszawskiego Wydziału Zabójstw nawiązują kontakt z Worwzakonnikiem, który w świecie przestępców pełni rolę "sędziego". W warszawskim półświatku działa Said, odpowiedzialny za liczne porwania i morderstwa ormiańskich handlarzy. Said ukrywa się za granicą. Wor (Ryszard Filipski) chce go wyeliminować rękami warszawskich policjantów. Do tego celu wybiera oficera Wydziału Zabójstw Despero (Marcin Dorociński), któremu wystawia córkę Saida - Dżemmę (Weronika Rosati). Jedna noc niespodziewanie przeradza się w romans. Zwabiony Said wraca do Warszawy.

## Obsada
- Marcin Dorociński – podkomisarz Sławomir Desperski „Despero”
- Janusz Gajos – młodszy aspirant Zbigniew Chyb „Benek”
- Andrzej Grabowski – starszy aspirant Jacek Goc „Gebels”
- Rafał Mohr – podkomisarz Krzysztof Magiera „Nielat”
- Krzysztof Stroiński – aspirant Mirosław Saniewski „Metyl”
- Michał Kula – młodszy inspektor Włodzimierz Barszczyk „Barszczu”
- Weronika Rosati – Dżemma
- Ryszard Filipski – sędzia Wor
- Piotr Borowski – Zoro Szembeka
- Janusz Chabior – Ciągły
- Lech Sołuba – karawaniarz
- Tadeusz Hanusek – lekarz
- Jolanta Fraszyńska – żona tirowca
- Mirosław Haniszewski – młody mundurowy
- Krzysztof Prałat – pielęgniarz
- Dariusz Błażejewski – mundurowy
- Maciej Wilewski – prokurator Tomala
- Małgorzata Foremniak – Kryśka
- Danuta Stenka – dzieciobójczyni
- Łukasz Simlat – młody kardiolog